# Microsoft Lumia 640

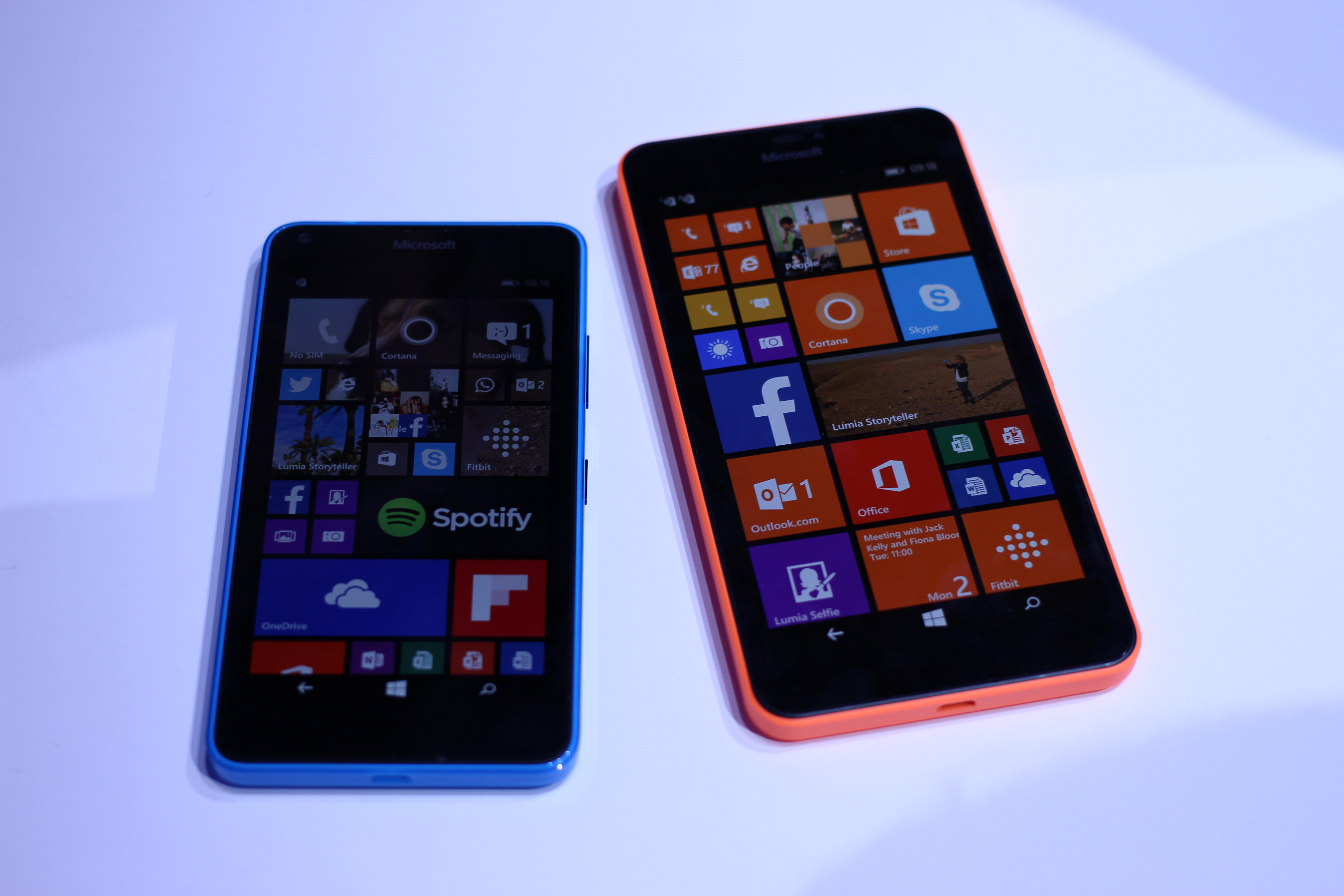
Microsoft Lumia 640 en 640 XL

De Microsoft Lumia 640 is een smartphone van het Amerikaanse bedrijf Microsoft Mobile Oy. Het is Microsofts low-end midrangetoestel met Windows Phone 8.1 Update 2. In begin 2016 kreeg de Lumia 640 een update naar Windows 10 Mobile.
De Lumia 640 was beschikbaar in vier verschillende kleuren.

## Microsoft Lumia 640 XL
De Microsoft Lumia 640 XL is een grotere variant van de normale Lumia 640. De toestellen verschillen qua functies niet veel, maar het grootste verschil is dat de Lumia 640 XL een groter 5,7-inch scherm heeft vergeleken met het 5-inch scherm van de Lumia 640. Ook bevat de Lumia 640 XL betere camera's aan zowel de voor- als achterkant. De Lumia 640 XL was beschikbaar in dezelfde vier kleuren.

## PureView
De Microsoft Lumia 640 XL bevat een camera onder de PureView naam. Deze 13 megapixel camera werd gemaakt in samenwerking werd Carl Zeiss. De PureView beeldvormende technologie levert hoge kwaliteit foto's, scherpe zoom en verbeterde prestaties bij weinig licht.

## Digital Negative
De Lumia 640 en 640 XL zijn een van de eerste smartphones met ondersteuning voor Digital Negative, afgekort ook wel dng genoemd. Dit laat de camera toe om de foto's in RAW te schieten, waardoor er geen compressie plaatsvindt en foto's later beter kunnen worden bewerkt. Digital Negative heeft daarmee een aantal voordelen voor de fotografen die de camera van de Lumia 640 en 640 XL gebruiken en foto's later nog willen bewerken.

## Digitale televisie
De Braziliaanse variant van de Microsoft Lumia 640 bevat een extra component waarmee er digitale televisie te ontvangen is. Dit was in Brazilië een groot verkooppunt, aangezien het een van de weinige smartphones is met de functie. Dit is de eerste Lumia die dit kan. De functie werkt niet op de andere varianten van de Lumia 640 en ook niet op de Lumia 640 XL.

## Root access
In 2015 werd er door ethisch hacker Rene Lergner, beter bekend onder alias Heathcliff74, een hack ontwikkeld waardoor tweede generatie Lumia's met Windows Phone 8 konden worden geroot. Deze versie was nog niet compatibel met de Lumia Icon en Lumia 1520. Ook nieuwere Lumia's werkten niet. Via een applicatie genaamd Windows Phone Internals kon de bootloader worden ontgrendeld en werd het dus mogelijk om niet-geautoriseerde code uit te voeren. De ontdekkingen werden goed ontvangen door anderen, zo konden er aanpassingen gemaakt worden. Begin 2018 werd versie 2 uitgebracht die ook werkte met Windows 10 Mobile en de nieuwere Lumia's. Deze versie werd later open source.

## Specificaties
| Modellen                 | Modellen                      | Lumia 640                               | Lumia 640 XL                            |
| Introductie              | Introductie                   | 2 maart 2015                            | 2 maart 2015                            |
| Originele OS versie      | Originele OS versie           | Windows Phone 8.1 Update 2              | Windows Phone 8.1 Update 2              |
| Hoogste OS versie        | Officieel                     | Windows 10 Mobile (1703)                | Windows 10 Mobile (1703)                |
| Hoogste OS versie        | Insider previews              | Windows 10 Mobile (1709)                | Windows 10 Mobile (1709)                |
| Productie codenaam       | Productie codenaam            | RM-1072/1073/1074/1075/1077/1109/1113   | RM-1062/1063/1064/1065/1066/1067/1096   |
| Specificaties            | Specificaties                 | Lumia 640                               | Lumia 640 XL                            |
| Afmetingen               | hoogte                        | 141,3 mm                                | 157,9 mm                                |
| Afmetingen               | breedte                       | 72,2 mm                                 | 81,5 mm                                 |
| Afmetingen               | dikte                         | 8,85 mm                                 | 9,0 mm                                  |
| Gewicht (g)              | Gewicht (g)                   | 145 g                                   | 171 g                                   |
| Volume (cm3)             | Volume (cm3)                  | 89,7 cm3                                | 115,8 cm3                               |
| Kleuren achterkant       |                               |                                         |                                         |
| Kleuren voorkant         |                               |                                         |                                         |
| Verwijderbare achterkant | Verwijderbare achterkant      | Ja                                      | Ja                                      |
| Scherm                   | Scherm                        | Lumia 640                               | Lumia 640 XL                            |
| Diagonaal (inch)         | Diagonaal (inch)              | 5,0" (12,70 cm)                         | 5,7" (14,48 cm)                         |
| Resolutie (pixels)       | Resolutie (pixels)            | 720×1280                                | 720×1280                                |
| Pixel dichtheid (ppi)    | Pixel dichtheid (ppi)         | 294                                     | 259                                     |
| Schermafmetingen         | hoogte                        | 111,0 mm                                | 126,0 mm                                |
| Schermafmetingen         | breedte                       | 62,0 mm                                 | 71,0 mm                                 |
| Screen-to-body-ratio     | Screen-to-body-ratio          | 67,43%                                  | 68,88%                                  |
| Kleurweergave            | Kleurdiepte                   | TrueColor 24-bit (16777216 kleuren)     | TrueColor 24-bit (16777216 kleuren)     |
| Kleurweergave            | DCI-P3-kleurruimte            | Nee                                     | Nee                                     |
| ClearBlack polarizer     | ClearBlack polarizer          | Ja                                      | Ja                                      |
| Glance scherm            | Glance scherm                 | Ja                                      | Ja                                      |
| Gorilla Glass            | Gorilla Glass                 | Gorilla Glass 3                         | Gorilla Glass 3                         |
| On-screen taakbalk       | On-screen taakbalk            | Ja                                      | Ja                                      |
| Super Sensitive Touch    | Super Sensitive Touch         | Nee                                     | Nee                                     |
| Technologie              | Technologie                   | LCD                                     | LCD                                     |
| Verversingssnelheid      | Verversingssnelheid           | 60 Hz                                   | 60 Hz                                   |
| Geheugen/Processor       | Geheugen/Processor            | Lumia 640                               | Lumia 640 XL                            |
| RAM                      | RAM                           | 1 GB                                    | 1 GB                                    |
| Opslag                   | Opslag                        | 8 GB                                    | 8 GB                                    |
| Uitbreidbaar             | Uitbreidbaar                  | microSD, tot 128 GB                     | microSD, tot 128 GB                     |
| Processor                | System-on-a-chip              | Qualcomm Snapdragon 400 MSM8926         | Qualcomm Snapdragon 400 MSM8226         |
| Processor                | Bit                           | 32 bit                                  | 32 bit                                  |
| Processor                | Cores                         | Quad core                               | Quad core                               |
| Processor                | Productie-procedé             | 28 nm                                   | 28 nm                                   |
| Processor                | ARM-instructieset             | v7                                      | v7                                      |
| Processor                | Kloksnelheid per core (GHz)   | 1,2                                     | 1,2                                     |
| GPU                      | GPU                           | Adreno 305                              | Adreno 305                              |
| Connectiviteit           | Connectiviteit                | Lumia 640                               | Lumia 640 XL                            |
| Netwerken                | GSM                           | 850/900/1800/1900                       | 850/900/1800/1900                       |
| Netwerken                | UMTS                          | Band 1/2/4/5/8                          | Band 1/2/4/5/8                          |
| Netwerken                | LTE Advanced                  | Band 1/2/3/4/5/7/8/12/17/20/28/38/40/41 | Band 1/2/3/4/5/7/8/12/17/20/28/38/40/41 |
| Bluetooth                | Bluetooth                     | 4.0                                     | 4.0                                     |
| Wifi                     | Wifi                          | b/g/n                                   | b/g/n                                   |
| NFC                      | NFC                           | Ja                                      | Ja                                      |
| Gps                      | Gps                           | Ja                                      | Ja                                      |
| GLONASS                  | GLONASS                       | Ja                                      | Ja                                      |
| Sim                      | Aantal Sims                   | 1 of 2                                  | 1 of 2                                  |
| Sim                      | Grootte                       | Micro-Sim                               | Micro-Sim                               |
| Connectoren              | Audio                         | 3,5mm audio jack                        | 3,5mm audio jack                        |
| Connectoren              | Opladen/Gegevensoverdracht    | USB Micro-B 2.0                         | USB Micro-B 2.0                         |
| Connectoren              | Video                         | Nee                                     | Nee                                     |
| FM Radio                 | FM Radio                      | Ja                                      | Ja                                      |
| Miracast                 | Miracast                      | Ja                                      | Ja                                      |
| Digitale TV              | Digitale TV                   | Ja                                      | Nee                                     |
| Continuum                | Continuum                     | Nee                                     | Nee                                     |
| Batterij                 | Batterij                      | Lumia 640                               | Lumia 640 XL                            |
| Capaciteit (mAh)         | Capaciteit (mAh)              | 2500                                    | 3000                                    |
| Model                    | Model                         | BV-T5C 3,8V                             | BV-T4B 3,8V                             |
| Verwijderbaar            | Verwijderbaar                 | Ja                                      | Ja                                      |
| Qi draadloos opladen     | Qi draadloos opladen          | Nee                                     | Nee                                     |
| Batterijvermogen (uur)   | Standby                       | 870                                     | 930                                     |
| Batterijvermogen (uur)   | Muziek playback               | 86                                      | 102                                     |
| Batterijvermogen (uur)   | Video playback                | 8,7                                     | 11,7                                    |
| Batterijvermogen (uur)   | Video opname                  | n/a                                     | n/a                                     |
| Batterijvermogen (uur)   | Wifi netwerk browsen          | 10,9                                    | 14,3                                    |
| Batterijvermogen (uur)   | 3G netwerk browsen            | n/a                                     | n/a                                     |
| Batterijvermogen (uur)   | Beltijd (2G)                  | 27,3                                    | 31,3                                    |
| Batterijvermogen (uur)   | Beltijd (3G)                  | 20,3                                    | 24                                      |
| Batterijvermogen (uur)   | Beltijd (4G)                  | n/a                                     | n/a                                     |
| Technologie              | Technologie                   | Lithium-ion                             | Lithium-ion                             |
| Camera                   | Camera                        | Lumia 640                               | Lumia 640 XL                            |
| Camera aan de voorzijde  | Apertuur                      | ƒ/2,4                                   | ƒ/2,4                                   |
| Camera aan de voorzijde  | Megapixel                     | 0,9                                     | 5                                       |
| Camera aan de voorzijde  | Videoresolutie                | HD (720×1280) in 30 fps                 | FHD (1080×1920) in 30 fps               |
| Hoofdcamera              | Autofocus                     | Ja                                      | Ja                                      |
| Hoofdcamera              | Apertuur                      | ƒ/2,2                                   | ƒ/2,0                                   |
| Hoofdcamera              | 35mm equivalent (mm)          | 28 mm                                   | 28 mm                                   |
| Hoofdcamera              | Megapixel                     | 8,0                                     | 13,0 PureView                           |
| Hoofdcamera              | Sensorgrootte (inch)          | 1/4 (6,35 mm)                           | 1/3 (8,47 mm)                           |
| Hoofdcamera              | Videoresolutie                | FHD (1080×1920) in 30 fps               | FHD (1080×1920) in 30 fps               |
| Hoofdcamera              | Carl Zeiss Optics             | Nee                                     | Ja                                      |
| Hoofdcamera              | Zoom                          | 4×                                      | 4×                                      |
| Hoofdcamera              | Flits                         | Ja                                      | Ja                                      |
| Hoofdcamera              | Optische beeldstabilisatie    | Nee                                     | Nee                                     |
| Hoofdcamera              | Cameraknop                    | Nee                                     | Nee                                     |
| Hoofdcamera              | Digital Negative image format | Ja                                      | Ja                                      |
| Sensoren                 | Sensoren                      | Lumia 640                               | Lumia 640 XL                            |
| Windows Hello            | Vingerafdruk Scanner          | Nee                                     | Nee                                     |
| Windows Hello            | Infrarood Iris Scanner        | Nee                                     | Nee                                     |
| Microfoons               | Microfoons                    | 1                                       | 1                                       |
| Cortana                  | Cortana ondersteuning         | Ja                                      | Ja                                      |
| Cortana                  | “Hey Cortana” oproep          | Via tweak                               | Via tweak                               |
| Accelerometer            | Accelerometer                 | Ja                                      | Ja                                      |
| Omgevingslichtdetector   | Omgevingslichtdetector        | Ja                                      | Ja                                      |
| Nabijheidssensor         | Nabijheidssensor              | Ja                                      | Ja                                      |
| Magnetometer             | Magnetometer                  | Ja                                      | Ja                                      |
| Gyroscoop                | Gyroscoop                     | Nee                                     | Nee                                     |
| Barometer                | Barometer                     | Nee                                     | Nee                                     |
| SensorCore               | SensorCore                    | Ja                                      | Ja                                      |

### Modelvarianten
| Naam     | 640             | 640                 | 640             | 640 DS                               | 640          | 640 DS       | 640 DS                            | 640 XL          | 640 XL              | 640 XL          | 640 XL DS                            | 640 XL       | 640 XL DS    | 640 XL DS                         |
| Model    | RM-1072         | RM-1073             | RM-1074         | RM-1075                              | RM-1077      | RM-1109      | RM-1113                           | RM-1062         | RM-1063             | RM-1064         | RM-1065                              | RM-1066      | RM-1067      | RM-1096                           |
| -------- | --------------- | ------------------- | --------------- | ------------------------------------ | ------------ | ------------ | --------------------------------- | --------------- | ------------------- | --------------- | ------------------------------------ | ------------ | ------------ | --------------------------------- |
| Regio    | Europa          | Verenigde Staten    | Globaal         | Globaal                              | Europa       | Brazilië     | China                             | Europa          | Verenigde Staten    | Globaal         | Globaal                              | Europa       | Globaal      | China                             |
| 3G       | Band 1/5/8      | Band 1/2/5/8        | Band 1/2/4/5/8  | Band 1/2/4/5/8                       | Band 1/2/5/8 | Band 1/2/5/8 | Band 1/2/4/5/8                    | Band 1/5/8      | Band 1/2/5/8        | Band 1/2/4/5/8  | Band 1/2/4/5/8                       | Band 1/2/5/8 | Band 1/2/5/8 | Band 1/2/4/5/8                    |
| 4G       | Band 1/3/7/8/20 | Band 1/2/3/4/5/7/17 | Band 1/3/7/8/20 | Band 1/2/3/4/5/7/8/12/17/20/28/38/40 | Geen 4G      | Geen 4G      | Band 1/2/3/4/5/7/8/12/17/20/28/41 | Band 1/3/7/8/20 | Band 1/2/3/4/5/7/17 | Band 1/3/7/8/20 | Band 1/2/3/4/5/7/8/12/17/20/28/38/40 | Geen 4G      | Geen 4G      | Band 1/2/3/4/5/7/8/12/17/20/28/41 |
| NFC      | Ja              | Ja                  | Ja              | Ja                                   | Ja           | Ja           | Ja                                | Ja              | Ja                  | Ja              | Ja                                   | Ja           | Ja           | Ja                                |
| DTV      | Nee             | Nee                 | Nee             | Nee                                  | Nee          | Ja           | Nee                               | Nee             | Nee                 | Nee             | Nee                                  | Nee          | Nee          | Nee                               |
| Dual Sim | Nee             | Nee                 | Nee             | Ja                                   | Nee          | Ja           | Ja                                | Nee             | Nee                 | Nee             | Ja                                   | Nee          | Ja           | Ja                                |

## Opmerkingen
1. ↑  Windows 10 Mobile is vereist